# 卡代扬-特拉谢尔
卡代扬-特拉谢尔（法語：Cadeilhan-Trachère，法語發音：[kadɛjɑ̃ tʁaʃɛʁ]）是法国上比利牛斯省的一个市镇，属于巴涅尔德比戈尔区。该市镇于1791-1801年间由原市镇卡代扬（Cadeilhan）和特拉谢尔（Trachère）合并而成。

## 地理
卡代扬-特拉谢尔（42°48'58"N, 0°18'53"E）面积4.86 平方千米，位于法国奧克西塔尼大區上比利牛斯省，该省份为法国西南部内陆省份，北至热尔省，西接大西洋比利牛斯省，南与西班牙接壤，东临上加龙省。
与卡代扬-特拉谢尔接壤的市镇（或旧市镇、城区）包括：圣拉里-苏朗、阿拉纽埃特、特拉姆扎伊格、维涅克。
卡代扬-特拉谢尔的时区为UTC+01:00、UTC+02:00（夏令时）。

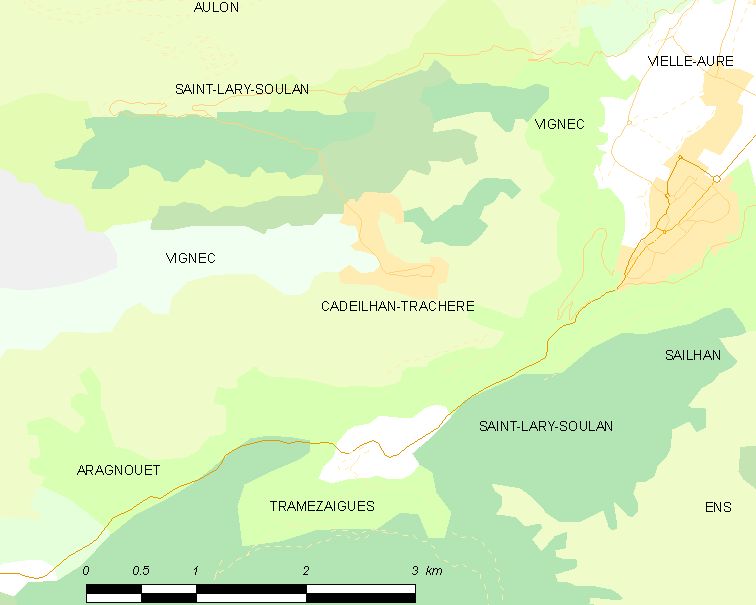
卡代扬-特拉谢尔的OSM定位图

## 行政
卡代扬-特拉谢尔的邮政编码为65170，INSEE市镇编码为65117。

## 政治
卡代扬-特拉谢尔所属的省级选区为内斯特-欧尔-卢龙县。

## 人口

1962-2008年间卡代扬-特拉谢尔人口变化图示

卡代扬-特拉谢尔于2022年1月1日时的人口数量为45人。